# The End Records
The End Records é uma gravadora musical com sede no Brooklyn em Nova York, Estados Unidos.

## História
A The End foi fundada em 1998 por Andreas Katsambas e inicialmente lançava materiais de bandas com uma sonoridade mais experimental e avant-garde metal, mas recentemente diversificou seus gêneros.
A gravadora é especialista em assinar com bandas que tenham conquistado sucesso em alguns países mas que ainda não conseguiram a fama nos Estados Unidos como Badly Drawn Boy, Danzig, Tarja Turunen, Dir En Grey, Mindless Self Indulgence, Juliette Lewis, Emilie Autumn, The 69 Eyes e Ulver.